# فطایر
فطایر (عربی: فطاير یا فطائر) یک پای گوشت غرب آسیایی است که می‌تواند با اسفناج، پنیرهایی از جمله پنیر فتا یا عکاوی مصرف می‌شود. 
فطایر غذایی عربی است و در عراق، سوریه، مصر، لبنان، اردن، فلسطین و اسرائیل مصرف می‌شود.